# Памятник А. В. Кольцову (Воронеж, Кольцовский бульвар)
Памятник Алексею Васильевичу Кольцову расположен в Воронеже на Кольцовском бульваре на Кольцовской улице.

## История памятника
Осенью 1959 года в Воронеже отмечалось 150-летие Кольцова. Власти города решили установить новый памятник поэту в Кольцовском сквере. У входа в сквер был установлен закладной камень с надписью: «Здесь будет сооружён памятник народному поэту А. В. Кольцову. Октябрь 1959». Позже камень убрали, а памятник было решено установить на Советской площади.
Памятник А. В. Кольцову был торжественно открыт 22 октября 1976 года на возвышении, которое было создано на площади за счёт сноса старых домов. Авторами памятника выступили скульпторы П. И. Бондаренко и И. А. Савичев.
Стиль памятника типичен для советской монументальной скульптуры: фигура поэта выполнена из массивных блоков гранита и проработана лишь частично. Сама фигура словно нависала над холмом. Поэт глядел на широкие просторы левого берега реки Воронеж.
Высота памятника — 10-11 м. Памятник состоит из 5 частей, весом по 6-8 тонн, которые держатся под собственной тяжестью. Вес основания около 70 тонн, общая масса памятника около 85 тонн.
Существует городская легенда, что изначально был изваян Дзержинский, Сталин или латышский стрелок, но статуя оказалась невостребованной. Когда же поступил заказ на памятник Кольцову скульптор Бондаренко заменил голову советского политика на голову народного поэта. В подтверждение этой версии говорит шинель, которую никогда не носил поэт.
Памятник не всем горожанам пришёлся по душе, в начале сентября 1997 года он был перенесён в глубину сквера ближе ко входу в новопостроенный театр драмы имени Кольцова (ныне Воронежский концертный зал) и дальше от Покровского собора, а возвышенность для памятника была срыта.
Памятник был демонтирован 17 июня 2017 года при реконструкции Советской площади и перенесён за музей-диораму. Предполагалось уменьшение постамента и установка памятника на Кольцовском бульваре на Кольцовской улице. 24 августа 2018 года памятник был установлен на новом месте.